# Jeongjong av Joseon
Jeongjong av Joseon, född 1357, död 1419, var en koreansk monark. Han var kung av Korea mellan 1398 och 1400.